# Álex Arce
Alex Adrián Arce Barrios (ur. 16 czerwca 1995 w Carapegui) – paragwajski piłkarz występujący na pozycji napastnika, reprezentant Paragwaju, od 2024 roku zawodnik ekwadorskiego LDU Quito.